# Takion
Takion, il cui vero nome è Joshua Sanders, è un personaggio dei fumetti creato da Paul Kupperberg e Aaron Lopresti nel 1996, pubblicato dalla DC Comics.
È stato anche protagonista di una serie regolare omonima durata 7 numeri nel 1996.

## Storia del personaggio
Josh Saunders, uno psicologo cieco, venne scelto dall'Altopadre per diventare un Elementale della Fonte e ricevere l'abilità di manipolare la Fonte, dato che l'Altopadre sentiva che era "un uomo senza destino" e perciò non sarebbe mancato a nessuno. L'Altopadre gli dà il nome di "Takion della Fonte" (Takion of the Source) e gli rivela che deve eliminare una contaminazione della Fonte. In realtà, Takion è stato creato come un Avatar dell'Altopadre, come misura di sicurezza in caso di morte dell'Altopadre.